# Teodoryk z Chartres
Teodoryk z Chartres, łac. Theodoricus Carnotensis lub Theodoricus Brito (ur. ok. 1085 w Bretanii, zm. ok. 1155 w Chartres) – średniowieczny filozof platoński, przyrodnik, teolog, kanclerz szkoły katedralnej w Chartres.

## Życie i praca
Był jedną z najwybitniejszych postaci filozofii i nauki XII wieku, uczniem biskupa Bernarda z Chartres i jego następcą na stanowisku rektora szkoły w Chartres. Obok biskupa Bernarda, Gilberta z la Porée i Wilhelma z Conches, był jednym z najwybitniejszych jej przedstawicieli. Wykładał w Chartres od 1121. Przed 1140 pracował w Paryżu. Tam jego uczniem był Jan z Salisbury. W latach 1140–1150 pełnił urząd kanclerza szkoły w Chartres. Wśród licznego grona jego uczniów z tego okresu znaleźli się między innymi Piotr Helias, Iwo z Chartres, Herman z Karyntii, Bernard Brytyjczyk oraz abp Wojciech II z Moguncji. Według zapisu umieszczonego na jego epitafium zmarł jako cysters.
Teodoryk opowiadał się za korzystaniem z arabskiego dorobku naukowego, a także z dzieł autorów starożytnych. Reprezentował poglądy będące połączeniem chrześcijaństwa z neoplatonizmem i neopitagoreizmem. W jego pracach ważną rolę odegrała lektura Timajosa, jedynego znanego wtedy dialogu Platona. Znał również pisma logiczne Arystotelesa. Przedstawił zarys klasyfikacji filozofii. Wyróżnił filozofię teoretyczną (nastawioną na poznanie) i praktyczną (nastawioną na działanie). Z punktu widzenia na przedmiot nauki wyróżniał logikę pojęciową, etykę (dotyczącą czynów ludzkich) oraz filozofię teoretyczną, która zajmowała się badaniem przyczyny zjawisk. W ramach tej ostatniej wyróżniał fizykę, matematykę i metafizykę. Był to podział podobny do przedstawionego przez Boecjusza, zawierał jednak nowe elementy (np. klasyfikację nauk ze względu na „rzeczy świata” – universitas rerum).

## Dzieła
Teodorykowi przypisuje się autorstwo licznych dzieł zawartych w kodeksach rękopiśmiennych ze szkoły w Chartres, choć autorstwo to nie zawsze jest wyraźnie określone. Najważniejsze z nich to Heptateuchon oraz traktat De sex dierum operibus. Jego autorstwu przypisuje się także napisane ok. 1150 komentarze do dzieł Boecjusza o Trójcy Świętej i chrystologii. W zakresie retoryki był autorem komentarzy do cycerońskiego De inventione oraz Rhetorica ad Herennium.

### Heptateuchon
Heptateuchon jest obszernym liczącym około 600 stron encyklopedycznym zbiorem antycznych i średniowiecznych tekstów napisanych dla celów dydaktycznych dotyczących septem artes liberales czyli siedmiu sztuk wyzwolonych, napisanych w kontekście jedności akademickiej i teologicznej. W szczególności bada on jak różne rodzaje wiedzy mogą służyć temu samemu celowi. Teodoryk wprowadził do tego dzieła również wiadomości wynikające ze studiowania niektórych pism Arystotelesa (przede wszystkim Analityków pierwszych, Topików i Dowodów sofistycznych). Wchodziły one w zakres tzw. nowej logiki oraz zawierały teorię wnioskowania sylogistycznego. Takie podejście świadczyło, że Teodoryk miał dobrą znajomość kosmologicznych poglądów Arystotelesa.

### De sex dierum operibus
De sex dierum operibus czyli Traktat o dziełach sześciu dni jest pionierskim komentarzem Teodoryka do opisanych w Księdze Rodzaju pierwszych sześciu dni tworzenia świata, napisanym pod wpływem platońskiego Timajosa. autor utożsamił w nim chrześcijańskiego Ducha Świętego z platońską duszą świata. W dziele tym starał się również wyłożyć historię stworzenia w ujęciu nie alegorycznym, ale według zasad fizyki i literalnie (secundum physicam et ad litteram). Zaproponował nowe podejście w badaniu przyrody jako naturalnie uporządkowanej (ordo naturalis).